# Tephroseris coincyi
Tephroseris coincyi es una especie de planta fanerógama de la familia Asteraceae.

## Descripción
Hierba perennifolia con cepa gruesa. Tallos de hasta 100 (-150) cm de altura, erectos, cubiertos por una pelosidad parecida a la tela de araña. Hojas basales de ovadas a oblongas, irregularmente dentadas, con pubescencia aracnoidea por el envés de hasta 30 (-40) por 8 cm. Flores agrupadas en capítulos involucrados de 25 a 35 mm de diámetro; brácteas del involucro dispuestas en una sola fila, lanosas; corola de dos tipos: la de las flores internas tubular, y la de las externas ligulada, de color amarillo. Fruto en aquenio de 3 a 4 mm. Florece de primavera a verano.

## Distribución y hábitat
Especie rara que forma algunas poblaciones  en la Sierra de Villafranca y La Serrota, así como en el macizo  oriental de la Sierra de Gredos en la provincia de Ávila. Esta planta se conoce solo de Gredos y de la Lago de Sanabria en la provincia de Zamora. Fue descubierta en el Pinar de Hoyocasero. Planta declarada VU (vulnerable) en la Lista Roja 2008 de la flora vascular española.

## Taxonomía
Tephroseris coincyi fue descrita por  Georges C.Chr. Rouy  y publicado en Folia Geobot. Phytotax. 12(3): 308. 1977
Sinonimia
- Cineraria coincyi (Rouy) Willk.
- Senecio coincyi Rouy[4]